# Temporada da NBA de 2008–09
A temporada da NBA de 2008-09 foi a 63ª da NBA e a temporada regular teve início no dia 28 de Outubro de 2008. A equipe do Los Angeles Lakers venceu o Orlando Magic nas finais e se sagrou campeã pela 15ª vez em sua história.

## Eventos
- O Seattle SuperSonics mudou para a cidade de Oklahoma, onde a nova franquia passou a se chamar Oklahoma City Thunder.
- No dia 3 de novembro de 2008, Allen Iverson foi transferido do Denver Nuggets para o Detroit Pistons em troca de três jogadores: Chauncey Billups, Antonio McDyess e Cheikh Samb
- No dia 18 de novembro, LeBron James se tornou o mais jovem jogador a alcançar a marca de 11 mil pontos na NBA [1].
- No dia 24 de dezembro, o Boston Celtics alcançou a maior sequência invicta de sua história, com 19 triunfos, além do melhor início de temporada de uma equipe na NBA, com 27 vitórias e duas derrotas.
- No dia 13 de janeiro de 2009, o Orlando Magic acertou 23 cestas de 3 pontos e bateu o recorde de 21 acertos que era do Philadelphia 76ers.
- No dia 31 de janeiro, o pivô do Los Angeles Lakers, Andrew Bynum sofreu rompimento do ligamento medial colateral do joelho direito [2] na partida contra o Memphis Grizzlies. A lesão chamou atenção porque Bynum no dia 13 de Janeiro de 2008 havia machucado seu joelho esquerdo, também jogando contra o Memphis Grizzlies e, naquela ocasião, caindo em cima de seu companheiro de equipe Lamar Odom. Na lesão de 2009, foi o astro Kobe Bryant que caiu por cima do colega.
- No dia 2 de fevereiro, Kobe Bryant estabeleceu o recorde com 61 pontos marcados por um mesmo jogador em uma mesma partida no Madison Square Garden [3].
- No dia 3 de fevereiro, LeBron James se tornou o mais jovem jogador a alcançar a marca de 12 mil pontos na NBA.
- No dia 15 de fevereiro o Oeste venceu o Leste por 146 a 119 no All-Star Game disputado em Phoenix [4].
- No dia 21 de março, Shaquille O'Neal se tornou o quinto maior cestinha da história da NBA com 27.411 pontos [5][6].
- No dia 30 de março, Dwight Howard se tornou o mais jovem jogador a alcançar a marca de 5 mil rebotes na NBA [7].
- No dia 4 de maio, LeBron James ganhou o prêmio de MVP (Jogador mais Valioso) da temporada regular, com Kobe Bryant e Dwayne Wade ocupando respectivamente o segundo e terceiro lugar.[8]
- No dia 11 de junho, Dwight Howard bateu o recorde de tocos, nove, dados por um jogador em um mesmo jogo válido pelas finais da NBA [9].
- No dia 14 de junho, Phil Jackson se tornou o técnico mais vezes campeão da NBA com dez títulos [10].

## Regulamento
O campeonato tem três fases distintas: a pré-temporada (não vale para efeito de classificação e serve como preparação para as equipes), a temporada regular (em que as equipes buscam vagas para a fase final) e os playoffs (série de mata-matas que decidem o título de cada conferência e o de campeão geral).
As equipes fazem 82 jogos na temporada regular - que vai de 28 de Outubro de 2008 até abril de 2009 -, enfrentando duas vezes os rivais da outra Conferência (uma em casa e outra fora), quatro vezes os adversários da mesma divisão (duas em casa e duas fora) e três ou quatro vezes as demais equipes da mesma Conferência.
Classificam-se para os playoffs os campeões de cada divisão, mais as cinco equipes de melhor campanha dentro da Conferência, independentemente da divisão a que pertencem.
Os campeões de divisão ficam obrigatoriamente entre os quatro primeiros. A diferença este ano é que o terceiro cabeça-de-chave dos playoffs pode ser um time sem título de divisão, mas com melhor campanha. No entanto, os times classificados em 2 e 3 não garantem a vantagem do mando de quadra na fase decisiva.
Isso porque uma equipe pode vencer sua divisão, mas ainda assim ter desempenho inferior a outro time classificado para os playoffs. Neste caso, o direito de decidir o mata-mata em casa fica com a equipe de melhor aproveitamento na primeira fase.

## Classificação da Temporada Regular
| Divisão do Atlântico | V  | D  | %    | Casa  | Fora  |
| -------------------- | -- | -- | ---- | ----- | ----- |
| Boston Celtics       | 62 | 20 | 75.6 | 35-6  | 27–14 |
| Philadelphia 76ers   | 41 | 41 | 50.0 | 24–17 | 17–24 |
| New Jersey Nets      | 34 | 48 | 41.5 | 19-22 | 15–26 |
| Toronto Raptors      | 33 | 49 | 40.2 | 18–23 | 15–26 |
| New York Knicks      | 32 | 50 | 39.0 | 20–21 | 12–29 |

| Divisão Central     | V  | D  | %    | Casa  | Fora  |
| ------------------- | -- | -- | ---- | ----- | ----- |
| Cleveland Cavaliers | 66 | 16 | 80.5 | 39-2  | 27-14 |
| Chicago Bulls       | 41 | 41 | 50.0 | 28-13 | 13-28 |
| Detroit Pistons     | 39 | 43 | 47.6 | 21-20 | 18-23 |
| Indiana Pacers      | 36 | 46 | 43.9 | 25-16 | 11-30 |
| Milwaukee Bucks     | 34 | 48 | 41.5 | 22-19 | 12-29 |

| Divisão Sudeste    | V  | D  | %    | Casa  | Fora  |
| ------------------ | -- | -- | ---- | ----- | ----- |
| Orlando Magic      | 59 | 23 | 72.0 | 32-9  | 27-14 |
| Atlanta Hawks      | 47 | 35 | 57.3 | 31-10 | 16–25 |
| Miami Heat         | 43 | 39 | 52.4 | 28-13 | 15-26 |
| Charlotte Bobcats  | 35 | 47 | 42.7 | 23-18 | 12–29 |
| Washington Wizards | 19 | 63 | 23.2 | 13–28 | 6–35  |

| Divisão Noroeste       | V  | D  | %    | Casa  | Fora  |
| ---------------------- | -- | -- | ---- | ----- | ----- |
| Denver Nuggets         | 54 | 28 | 65.9 | 33-8  | 21–20 |
| Portland Trail Blazers | 54 | 28 | 65.9 | 34–7  | 20–21 |
| Utah Jazz              | 48 | 34 | 58.5 | 33–8  | 15–26 |
| Minnesota Timberwolves | 24 | 58 | 29.3 | 11–30 | 13–28 |
| Oklahoma City Thunder  | 23 | 59 | 28.0 | 15–26 | 8–33  |

| Divisão do Pacífico   | V  | D  | %    | Casa  | Fora  |
| --------------------- | -- | -- | ---- | ----- | ----- |
| Los Angeles Lakers    | 65 | 17 | 79.3 | 36-5  | 29-12 |
| Phoenix Suns          | 46 | 36 | 56.1 | 28–13 | 18–23 |
| Golden State Warriors | 29 | 53 | 35.4 | 21–20 | 8–33  |
| Los Angeles Clippers  | 19 | 63 | 23.2 | 11–30 | 8–33  |
| Sacramento Kings      | 17 | 65 | 20.7 | 11–30 | 6–35  |

| Divisão Sudoeste    | V  | D  | %    | Casa  | Fora  |
| ------------------- | -- | -- | ---- | ----- | ----- |
| San Antonio Spurs   | 54 | 28 | 65.9 | 28–13 | 26–15 |
| Houston Rockets     | 53 | 29 | 64.6 | 33–8  | 20–21 |
| Dallas Mavericks    | 50 | 32 | 61.0 | 32–9  | 18–23 |
| New Orleans Hornets | 49 | 33 | 59.8 | 28–13 | 21–20 |
| Memphis Grizzlies   | 24 | 58 | 28.4 | 16–25 | 8–33  |

| # | Conferência Leste | Conferência Leste |
| # | Equipe            | V-D               |
| - | ----------------- | ----------------- |
| 1 | Cleveland         | 66-16             |
| 2 | Boston            | 62-20             |
| 3 | Orlando           | 59-23             |
| 4 | Atlanta           | 47-35             |
| 5 | Miami             | 43-39             |
| 6 | Philadelphia      | 41-41             |
| 7 | Chicago           | 41-41             |
| 8 | Detroit           | 39-43             |

| # | Conferência Oeste | Conferência Oeste |
| # | Equipe            | V-D               |
| - | ----------------- | ----------------- |
| 1 | LA Lakers         | 65-17             |
| 2 | Denver            | 54-28             |
| 3 | San Antonio       | 54-28             |
| 4 | Portland          | 54-28             |
| 5 | Houston           | 53-29             |
| 6 | Dallas            | 50-32             |
| 7 | New Orleans       | 49-33             |
| 8 | Utah              | 48-34             |

## NBA Playoffs
|  | Primeira Rodada   | Primeira Rodada | Primeira Rodada |   |              | Semifinais da Conferência | Semifinais da Conferência | Semifinais da Conferência |  |   | Finais da Conferência | Finais da Conferência | Finais da Conferência |  |   | Finais da NBA | Finais da NBA | Finais da NBA |
|  |                   |                 |                 |   |              |                           |                           |                           |  |   |                       |                       |                       |  |   |               |               |               |
|  | 1                 | *Cleveland      | 4               |   |              |                           |                           |                           |  |   |                       |                       |                       |  |   |               |               |               |
|  | 8                 | Detroit         | 0               |   |              |                           |                           |                           |  |   |                       |                       |                       |  |   |               |               |               |
|  | 8                 | Detroit         | 0               |   | 1            | *Cleveland                | 4                         |                           |  |   |                       |                       |                       |  |   |               |               |               |
|  |                   |                 |                 |   | 1            | *Cleveland                | 4                         |                           |  |   |                       |                       |                       |  |   |               |               |               |
|  |                   | 4               | Atlanta         | 0 |              |                           |                           |                           |  |   |                       |                       |                       |  |   |               |               |               |
|  | 4                 | 4               | Atlanta         | 0 | Atlanta      | 4                         |                           |                           |  |   |                       |                       |                       |  |   |               |               |               |
|  | 4                 |                 |                 |   | Atlanta      | 4                         |                           |                           |  |   |                       |                       |                       |  |   |               |               |               |
|  | 5                 | Miami           | 3               |   |              |                           |                           |                           |  |   |                       |                       |                       |  |   |               |               |               |
|  | 5                 | Miami           | 3               |   |              |                           |                           |                           |  | 1 | *Cleveland            | 2                     |                       |  |   |               |               |               |
|  | Conferência Leste |                 |                 |   |              |                           |                           |                           |  | 1 | *Cleveland            | 2                     |                       |  |   |               |               |               |
|  |                   | 3               | *Orlando        | 4 |              |                           |                           |                           |  |   |                       |                       |                       |  |   |               |               |               |
|  | 3                 | 3               | *Orlando        | 4 | *Orlando     | 4                         |                           |                           |  |   |                       |                       |                       |  |   |               |               |               |
|  | 3                 |                 |                 |   | *Orlando     | 4                         |                           |                           |  |   |                       |                       |                       |  |   |               |               |               |
|  | 6                 | Philadelphia    | 2               |   |              |                           |                           |                           |  |   |                       |                       |                       |  |   |               |               |               |
|  | 6                 | Philadelphia    | 2               |   | 3            | *Orlando                  | 4                         |                           |  |   |                       |                       |                       |  |   |               |               |               |
|  |                   |                 |                 |   | 3            | *Orlando                  | 4                         |                           |  |   |                       |                       |                       |  |   |               |               |               |
|  |                   | 2               | *Boston         | 3 |              |                           |                           |                           |  |   |                       |                       |                       |  |   |               |               |               |
|  | 2                 | 2               | *Boston         | 3 | *Boston      | 4                         |                           |                           |  |   |                       |                       |                       |  |   |               |               |               |
|  | 2                 |                 |                 |   | *Boston      | 4                         |                           |                           |  |   |                       |                       |                       |  |   |               |               |               |
|  | 7                 | Chicago         | 3               |   |              |                           |                           |                           |  |   |                       |                       |                       |  |   |               |               |               |
|  | 7                 | Chicago         | 3               |   |              |                           |                           |                           |  |   |                       |                       |                       |  | 3 | *Orlando      | 1             |               |
|  |                   |                 |                 |   |              |                           |                           |                           |  |   |                       |                       |                       |  | 3 | *Orlando      | 1             |               |
|  |                   | 1               | *L.A. Lakers    | 4 |              |                           |                           |                           |  |   |                       |                       |                       |  |   |               |               |               |
|  | 1                 | 1               | *L.A. Lakers    | 4 | *L.A. Lakers | 4                         |                           |                           |  |   |                       |                       |                       |  |   |               |               |               |
|  | 1                 |                 |                 |   | *L.A. Lakers | 4                         |                           |                           |  |   |                       |                       |                       |  |   |               |               |               |
|  | 8                 | Utah            | 1               |   |              |                           |                           |                           |  |   |                       |                       |                       |  |   |               |               |               |
|  | 8                 | Utah            | 1               |   | 1            | *L.A. Lakers              | 4                         |                           |  |   |                       |                       |                       |  |   |               |               |               |
|  |                   |                 |                 |   | 1            | *L.A. Lakers              | 4                         |                           |  |   |                       |                       |                       |  |   |               |               |               |
|  |                   | 5               | Houston         | 3 |              |                           |                           |                           |  |   |                       |                       |                       |  |   |               |               |               |
|  | 4                 | 5               | Houston         | 3 | Portland     | 2                         |                           |                           |  |   |                       |                       |                       |  |   |               |               |               |
|  | 4                 |                 |                 |   | Portland     | 2                         |                           |                           |  |   |                       |                       |                       |  |   |               |               |               |
|  | 5                 | Houston         | 4               |   |              |                           |                           |                           |  |   |                       |                       |                       |  |   |               |               |               |
|  | 5                 | Houston         | 4               |   |              |                           |                           |                           |  | 1 | *L.A. Lakers          | 4                     |                       |  |   |               |               |               |
|  | Conferência Oeste |                 |                 |   |              |                           |                           |                           |  | 1 | *L.A. Lakers          | 4                     |                       |  |   |               |               |               |
|  |                   | 2               | *Denver         | 2 |              |                           |                           |                           |  |   |                       |                       |                       |  |   |               |               |               |
|  | 3                 | 2               | *Denver         | 2 | *San Antonio | 1                         |                           |                           |  |   |                       |                       |                       |  |   |               |               |               |
|  | 3                 |                 |                 |   | *San Antonio | 1                         |                           |                           |  |   |                       |                       |                       |  |   |               |               |               |
|  | 6                 | Dallas          | 4               |   |              |                           |                           |                           |  |   |                       |                       |                       |  |   |               |               |               |
|  | 6                 | Dallas          | 4               |   | 6            | Dallas                    | 1                         |                           |  |   |                       |                       |                       |  |   |               |               |               |
|  |                   |                 |                 |   | 6            | Dallas                    | 1                         |                           |  |   |                       |                       |                       |  |   |               |               |               |
|  |                   | 2               | *Denver         | 4 |              |                           |                           |                           |  |   |                       |                       |                       |  |   |               |               |               |
|  | 2                 | 2               | *Denver         | 4 | *Denver      | 4                         |                           |                           |  |   |                       |                       |                       |  |   |               |               |               |
|  | 2                 |                 |                 |   | *Denver      | 4                         |                           |                           |  |   |                       |                       |                       |  |   |               |               |               |
|  | 7                 | New Orleans     | 1               |   |              |                           |                           |                           |  |   |                       |                       |                       |  |   |               |               |               |

 *Campeões da Divisão

## Finais da NBA
| Data        |               | Resultado |               | Local       | + Pontos           | + Rebotes          | + Assistêcias     | Série           |
| 4 de Junho  | Orlando Magic | 75 - 100  | L.A. Lakers   | Los Angeles | K. Bryant (LAL) 40 | D. Howard (ORL) 15 | K. Bryant (LAL) 8 | LAL 1-0         |
| 7 de Junho  | Orlando Magic | 96 - 101  | L.A. Lakers   | Los Angeles | R. Lewis (ORL) 34  | D. Howard (ORL) 16 | K. Bryant (LAL) 8 | LAL 2-0         |
| 9 de Junho  | L.A. Lakers   | 104 - 108 | Orlando Magic | Orlando     | K. Bryant (LAL) 31 | D. Howard (ORL) 14 | K. Bryant (LAL) 8 | LAL 2-1         |
| 11 de Junho | L.A. Lakers   | 99 - 91   | Orlando Magic | Orlando     | K. Bryant (LAL) 32 | D. Howard (ORL) 21 | K. Bryant (LAL) 8 | LAL 3-1         |
| 14 de Junho | L.A. Lakers   | 99 - 86   | Orlando Magic | Orlando     | K. Bryant (LAL) 30 | Pau Gasol (LAL) 15 | K. Bryant (LAL) 5 | LAL 4-1         |
| 16 de Junho | Orlando Magic |           | L.A. Lakers   | Los Angeles | sem necessidade    | sem necessidade    | sem necessidade   | sem necessidade |
| 18 de Junho | Orlando Magic |           | L.A. Lakers   | Los Angeles | sem necessidade    | sem necessidade    | sem necessidade   | sem necessidade |

## Líderes de estatísticas NBA 2008-09

### Temporada regular
| Categoria             | Jogador       | Time                | Média |
| --------------------- | ------------- | ------------------- | ----- |
| Pontos por jogo       | Dwyane Wade   | Miami Heat          | 29.9  |
| Rebotes por jogo      | Dwight Howard | Orlando Magic       | 14.0  |
| Assistências por jogo | Chris Paul    | New Orleans Hornets | 11.8  |
| Roubadas de bola      | Chris Paul    | New Orleans Hornets | 2.81  |
| Bloqueios por jogo    | Dwight Howard | Orlando Magic       | 2.96  |

### Playoffs
| Categoria             | Jogador        | Time                | Média |
| --------------------- | -------------- | ------------------- | ----- |
| Pontos por jogo       | LeBron James   | Cleveland Cavaliers | 35.2  |
| Rebotes por jogo      | Dwight Howard  | Orlando Magic       | 15.4  |
| Assistências por jogo | Deron Williams | Utah Jazz           | 10.8  |
| Roubadas de bola      | Mario Chalmers | Miami Heat          | 2.9   |
| Bloqueios por jogo    | Tyrus Thomas   | Chicago Bulls       | 2.9   |

## Ligações Externas
- NBA.com site oficial em inglês
- NBA.com.br versão do site oficial em português